# NBA Playoffs 1969
Gli NBA Playoffs 1969 si conclusero con la vittoria dei Boston Celtics (campioni della Eastern Division) che sconfissero i campioni della Western Division, i Los Angeles Lakers.

## Squadre qualificate

### Eastern Division
1. Baltimore Bullets
2. Philadelphia 76ers
3. N.Y. Knicks
4. Boston Celtics

### Western Division
1. L.A. Lakers
2. Atlanta Hawks
3. S.F. Warriors
4. San Diego Rockets

## Tabellone
|  | Semifinali Division | Semifinali Division | Semifinali Division |                |               | Finali Division | Finali Division | Finali Division |  |  | NBA Finals | NBA Finals | NBA Finals |  |
|  |                     |                     |                     |                |               |                 |                 |                 |  |  |            |            |            |  |
|  | 1                   | L.A. Lakers *       | 4                   |                |               |                 |                 |                 |  |  |            |            |            |  |
|  | 1                   | L.A. Lakers *       | 4                   |                |               |                 |                 |                 |  |  |            |            |            |  |
|  | 3                   | S.F. Warriors       | 2                   |                |               |                 |                 |                 |  |  |            |            |            |  |
|  | 3                   | S.F. Warriors       | 2                   |                | L.A. Lakers * | L.A. Lakers *   | 4               |                 |  |  |            |            |            |  |
|  |                     |                     |                     |                | L.A. Lakers * | L.A. Lakers *   | 4               |                 |  |  |            |            |            |  |
|  |                     |                     | Atlanta Hawks       | Atlanta Hawks  | 1             |                 |                 |                 |  |  |            |            |            |  |
|  | 4                   | San Diego Rockets   | Atlanta Hawks       | Atlanta Hawks  | 1             | 2               |                 |                 |  |  |            |            |            |  |
|  | 4                   | San Diego Rockets   |                     |                |               |                 |                 |                 |  |  |            |            |            |  |
|  | 2                   | Atlanta Hawks       | 4                   |                |               |                 |                 |                 |  |  |            |            |            |  |
|  | 2                   | Atlanta Hawks       | 4                   |                | L.A. Lakers * | L.A. Lakers *   | 3               |                 |  |  |            |            |            |  |
|  |                     |                     |                     |                |               |                 |                 |                 |  |  |            |            |            |  |
|  |                     |                     | Boston Celtics      | Boston Celtics | 4             |                 |                 |                 |  |  |            |            |            |  |
|  | 1                   | Baltimore Bullets * | Boston Celtics      | Boston Celtics | 4             | 0               |                 |                 |  |  |            |            |            |  |
|  | 1                   | Baltimore Bullets * |                     |                |               |                 |                 |                 |  |  |            |            |            |  |
|  | 3                   | N.Y. Knicks         | 4                   |                |               |                 |                 |                 |  |  |            |            |            |  |
|  | 3                   | N.Y. Knicks         | 4                   |                | N.Y. Knicks   | N.Y. Knicks     | 2               |                 |  |  |            |            |            |  |
|  |                     |                     |                     |                | N.Y. Knicks   | N.Y. Knicks     | 2               |                 |  |  |            |            |            |  |
|  |                     |                     | Boston Celtics      | Boston Celtics | 4             |                 |                 |                 |  |  |            |            |            |  |
|  | 4                   | Boston Celtics      | Boston Celtics      | Boston Celtics | 4             | 4               |                 |                 |  |  |            |            |            |  |
|  | 4                   | Boston Celtics      |                     |                |               |                 |                 |                 |  |  |            |            |            |  |
|  | 2                   | Philadelphia 76ers  | 1                   |                |               |                 |                 |                 |  |  |            |            |            |  |

Legenda
- * Vincitore Division
- "Grassetto" Vincitore serie
- "Corsivo" Squadra con fattore campo

## Eastern Division

### Semifinali

#### (1) Baltimore Bullets - (3) New York Knicks
RISULTATO FINALE: 0-4
| Baltimora 27 marzo 1969 Gara 1                                                                                        | Baltimore Bullets | 101 – 113 (21-22, 23-32, 28-30, 29-29) referto | N.Y. Knicks | Baltimore Civic Center (11.941 spett.) |
| E. Monroe 32 Punti W. Frazier 26 E. Monroe , W. Unseld 3 Assist W. Frazier 11 W. Unseld 13 Rimbalzi D. DeBusschere 21 |                   |                                                |             |                                        |
| |                   |                                                |             |                                        |
| E. Monroe 32 | Punti             | W. Frazier 26                                  |             |                                        |
| E. Monroe, W. Unseld 3                                                                                                | Assist            | W. Frazier 11                                  |             |                                        |
| W. Unseld 13 | Rimbalzi          | D. DeBusschere 21                              |             |                                        |

| New York 29 marzo 1969 Gara 2                                                                               | N.Y. Knicks | 107 – 91 (30-29, 23-20, 31-28, 23-14) referto | Baltimore Bullets | Madison Square Garden (19.500 spett.) |
| D. Barnett 27 Punti E. Monroe 29 W. Frazier 12 Assist K. Loughery 4 D. DeBusschere 19 Rimbalzi W. Unseld 27 |             |                                               |                   |                                       |
| |             |                                               |                   |                                       |
| D. Barnett 27                                                                                               | Punti       | E. Monroe 29                                  |                   |                                       |
| W. Frazier 12                                                                                               | Assist      | K. Loughery 4                                 |                   |                                       |
| D. DeBusschere 19                                                                                           | Rimbalzi    | W. Unseld 27                                  |                   |                                       |

| Baltimora 30 marzo 1969 Gara 3                                                                      | Baltimore Bullets | 116 – 119 (32-38, 28-24, 31-25, 25-32) referto | N.Y. Knicks | Baltimore Civic Center (9.927 spett.) |
| K. Loughery 29 Punti W. Reed 35 K. Loughery 7 Assist W. Frazier 17 W. Unseld 14 Rimbalzi W. Reed 19 |                   |                                                |             |                                       |
| |                   |                                                |             |                                       |
| K. Loughery 29                                                                                      | Punti             | W. Reed 35                                     |             |                                       |
| K. Loughery 7                                                                                       | Assist            | W. Frazier 17                                  |             |                                       |
| W. Unseld 14                                                                                        | Rimbalzi          | W. Reed 19                                     |             |                                       |

| New York 2 aprile 1969 Gara 4                                                                                 | N.Y. Knicks | 115 – 108 (25-29, 25-22, 32-29, 33-28) referto | Baltimore Bullets | Madison Square Garden (19.500 spett.) |
| W. Reed 43 Punti E. Monroe , W. Unseld 25 W. Frazier 11 Assist K. Loughery 7 W. Reed 17 Rimbalzi W. Unseld 20 |             |                                                |                   |                                       |
| |             |                                                |                   |                                       |
| W. Reed 43 | Punti       | E. Monroe, W. Unseld 25                        |                   |                                       |
| W. Frazier 11                                                                                                 | Assist      | K. Loughery 7                                  |                   |                                       |
| W. Reed 17 | Rimbalzi    | W. Unseld 20                                   |                   |                                       |

PRECEDENTI IN REGULAR SEASON
| Regular Season 1968-69 | Baltimore Bullets | 3 – 4 | N.Y. Knicks | Referto 1 - Referto 2 - Referto 3 - Referto 4, Referto 5 - Referto 6, Referto 7 |
| New York Knicks 103 Baltimore Bullets 118 New York Knicks 121 Baltimore Bullets 106 New York Knicks 106 Baltimore Bullets 111 New York Knicks 104 Punti 119 Baltimore Bullets 110 New York Knicks 110 Baltimore Bullets 109 New York Knicks 100 Baltimore Bullets 110 New York Knicks 100 Baltimore Bullets |                   | |             |                                                                                 |
| |                   | |             |                                                                                 |
| New York Knicks 103 Baltimore Bullets 118 New York Knicks 121 Baltimore Bullets 106 New York Knicks 106 Baltimore Bullets 111 New York Knicks 104 | Punti             | 119 Baltimore Bullets 110 New York Knicks 110 Baltimore Bullets 109 New York Knicks 100 Baltimore Bullets 110 New York Knicks 100 Baltimore Bullets |             |                                                                                 |

PRECEDENTI NEI PLAYOFF

Si è trattata della prima sfida tra le due squadre ai playoff.

#### (2) Philadelphia 76ers - (4) Boston Celtics
RISULTATO FINALE: 1-4
| Filadelfia 26 marzo 1969 Gara 1                                                                               | Philadelphia 76ers | 100 – 114 (27-33, 22-27, 24-26, 27-28) referto | Boston Celtics | Spectrum (8.151 spett.) |
| B. Cunningham 29 Punti J. Havlicek 35 B. Cunningham 6 Assist B. Russell 8 D. Imhoff 19 Rimbalzi B. Russell 15 |                    |                                                |                |                         |
| |                    |                                                |                |                         |
| B. Cunningham 29                                                                                              | Punti              | J. Havlicek 35                                 |                |                         |
| B. Cunningham 6                                                                                               | Assist             | B. Russell 8                                   |                |                         |
| D. Imhoff 19                                                                                                  | Rimbalzi           | B. Russell 15                                  |                |                         |

| Boston 28 marzo 1969 Gara 2                                                                                          | Boston Celtics | 134 – 103 (27-29, 28-25, 37-25, 42-24) referto | Philadelphia 76ers | Boston Garden (13.751 spett.) |
| B. Howell 29 Punti C. Walker 26 J. Havlicek 7 Assist M. Guokas 4 B. Howell , B. Russell 16 Rimbalzi B. Cunningham 11 |                |                                                |                    |                               |
| |                |                                                |                    |                               |
| B. Howell 29 | Punti          | C. Walker 26                                   |                    |                               |
| J. Havlicek 7 | Assist         | M. Guokas 4                                    |                    |                               |
| B. Howell, B. Russell 16                                                                                             | Rimbalzi       | B. Cunningham 11                               |                    |                               |

| Filadelfia 30 marzo 1969 Gara 3                                                                                         | Philadelphia 76ers | 118 – 125 (31-31, 34-36, 28-28, 25-30) referto | Boston Celtics | Spectrum (15.244 spett.) |
| B. Cunningham 33 Punti S. Jones 28 H. Greer 7 Assist J. Havlicek 10 B. Cunningham , D. Imhoff 14 Rimbalzi B. Russell 18 |                    |                                                |                |                          |
| |                    |                                                |                |                          |
| B. Cunningham 33 | Punti              | S. Jones 28                                    |                |                          |
| H. Greer 7 | Assist             | J. Havlicek 10                                 |                |                          |
| B. Cunningham, D. Imhoff 14                                                                                             | Rimbalzi           | B. Russell 18                                  |                |                          |

| Boston 1 aprile 1969 Gara 4                                                                         | Boston Celtics | 116 – 119 (25-25, 30-32, 28-28, 33-34) referto | Philadelphia 76ers | Boston Garden (14.017 spett.) |
| J. Havlicek 28 Punti H. Greer 24 B. Russell 5 Assist H. Greer 7 B. Russell 29 Rimbalzi D. Imhoff 20 |                |                                                |                    |                               |
| |                |                                                |                    |                               |
| J. Havlicek 28                                                                                      | Punti          | H. Greer 24                                    |                    |                               |
| B. Russell 5                                                                                        | Assist         | H. Greer 7                                     |                    |                               |
| B. Russell 29                                                                                       | Rimbalzi       | D. Imhoff 20                                   |                    |                               |

| Filadelfia 4 aprile 1969 Gara 5                                                                          | Philadelphia 76ers | 90 – 93 (19-22, 21-18, 25-27, 25-26) referto | Boston Celtics | Spectrum (15.244 spett.) |
| B. Cunningham 23 Punti J. Havlicek 22 A. Clark 7 Assist B. Russell 6 D. Imhoff 19 Rimbalzi B. Russell 18 |                    |                                              |                |                          |
| |                    |                                              |                |                          |
| B. Cunningham 23                                                                                         | Punti              | J. Havlicek 22                               |                |                          |
| A. Clark 7                                                                                               | Assist             | B. Russell 6                                 |                |                          |
| D. Imhoff 19                                                                                             | Rimbalzi           | B. Russell 18                                |                |                          |

PRECEDENTI IN REGULAR SEASON
| Regular Season 1968-69 | Philadelphia 76ers | 2 – 5 | Boston Celtics | Referto 1 - Referto 2 - Referto 3 - Referto 4, Referto 5 - Referto 6, Referto 7 |
| Boston Celtics 118 Philadelphia 76ers 113 Philadelphia 76ers 101 Boston Celtics 111 (1 t.s.) Boston Celtics 122 Philadelphia 76ers 127 Philadelphia 76ers 117 Punti 99 Philadelphia 76ers 117 Boston Celtics (1 t.s.) 111 Boston Celtics 120 Philadelphia 76ers 117 Philadelphia 76ers 102 Boston Celtics 126 Boston Celtics |                    | |                |                                                                                 |
| |                    | |                |                                                                                 |
| Boston Celtics 118 Philadelphia 76ers 113 Philadelphia 76ers 101 Boston Celtics 111 (1 t.s.) Boston Celtics 122 Philadelphia 76ers 127 Philadelphia 76ers 117 | Punti              | 99 Philadelphia 76ers 117 Boston Celtics (1 t.s.) 111 Boston Celtics 120 Philadelphia 76ers 117 Philadelphia 76ers 102 Boston Celtics 126 Boston Celtics |                |                                                                                 |

PRECEDENTI NEI PLAYOFF
|  | Philadelphia 76ers (1954, 1954, 1955, 1956, 1967) | 5 – 7 | Boston Celtics (1953, 1957, 1959, 1961, 1965, 1966, 1968) |  |

### Finale

#### (3) New York Knicks - (4) Boston Celtics
RISULTATO FINALE: 2-4
| New York 6 aprile 1969 Gara 1                                                                               | N.Y. Knicks | 100 – 108 (26-23, 23-33, 24-22, 27-30) referto | Boston Celtics | Madison Square Garden (19.500 spett.) |
| W. Frazier 34 Punti J. Havlicek 25 W. Frazier 8 Assist E. Bryant 8 D. DeBusschere 14 Rimbalzi B. Russell 16 |             |                                                |                |                                       |
| |             |                                                |                |                                       |
| W. Frazier 34                                                                                               | Punti       | J. Havlicek 25                                 |                |                                       |
| W. Frazier 8                                                                                                | Assist      | E. Bryant 8                                    |                |                                       |
| D. DeBusschere 14                                                                                           | Rimbalzi    | B. Russell 16                                  |                |                                       |

| Boston 9 aprile 1969 Gara 2                                                                        | Boston Celtics | 112 – 97 (26-14, 29-19, 32-30, 25-34) referto | N.Y. Knicks | Boston Garden (14.933 spett.) |
| B. Howell 27 Punti W. Reed 28 J. Havlicek 12 Assist W. Frazier 4 B. Russell 29 Rimbalzi W. Reed 13 |                |                                               |             |                               |
| |                |                                               |             |                               |
| B. Howell 27                                                                                       | Punti          | W. Reed 28                                    |             |                               |
| J. Havlicek 12                                                                                     | Assist         | W. Frazier 4                                  |             |                               |
| B. Russell 29                                                                                      | Rimbalzi       | W. Reed 13                                    |             |                               |

| New York 10 aprile 1969 Gara 3                                                                                                  | N.Y. Knicks | 101 – 91 (28-19, 23-22, 24-29, 26-21) referto | Boston Celtics | Madison Square Garden (19.500 spett.) |
| W. Frazier 26 Punti B. Russell , J. Havlicek 16 W. Frazier 12 Assist B. Russell , E. Bryant 8 W. Reed 14 Rimbalzi B. Russell 20 |             |                                               |                |                                       |
| |             |                                               |                |                                       |
| W. Frazier 26 | Punti       | B. Russell, J. Havlicek 16                    |                |                                       |
| W. Frazier 12 | Assist      | B. Russell, E. Bryant 8                       |                |                                       |
| W. Reed 14 | Rimbalzi    | B. Russell 20                                 |                |                                       |

| Boston 13 aprile 1969 Gara 4                                                                       | Boston Celtics | 97 – 96 (25-26, 26-24, 24-23, 22-23) referto | N.Y. Knicks | Boston Garden (13.506 spett.) |
| B. Russell 21 Punti W. Reed 22 J. Havlicek 4 Assist W. Frazier 6 B. Russell 23 Rimbalzi W. Reed 19 |                |                                              |             |                               |
| |                |                                              |             |                               |
| B. Russell 21                                                                                      | Punti          | W. Reed 22                                   |             |                               |
| J. Havlicek 4                                                                                      | Assist         | W. Frazier 6                                 |             |                               |
| B. Russell 23                                                                                      | Rimbalzi       | W. Reed 19                                   |             |                               |

| New York 14 aprile 1969 Gara 5                                                                         | N.Y. Knicks | 112 – 104 (30-24, 30-22, 25-21, 27-37) referto | Boston Celtics | Madison Square Garden (19.500 spett.) |
| W. Reed 24 Punti J. Havlicek 29 W. Frazier 9 Assist J. Havlicek 7 W. Frazier 12 Rimbalzi B. Russell 16 |             |                                                |                |                                       |
| |             |                                                |                |                                       |
| W. Reed 24                                                                                             | Punti       | J. Havlicek 29                                 |                |                                       |
| W. Frazier 9                                                                                           | Assist      | J. Havlicek 7                                  |                |                                       |
| W. Frazier 12                                                                                          | Rimbalzi    | B. Russell 16                                  |                |                                       |

| Boston 18 aprile 1969 Gara 6                                                                                  | Boston Celtics | 106 – 105 (24-21, 33-31, 25-24, 24-29) referto | N.Y. Knicks | Boston Garden (14.933 spett.) |
| S. Jones 29 Punti W. Reed 32 B. Russell , J. Havlicek 5 Assist B. Bradley 7 B. Russell 21 Rimbalzi W. Reed 11 |                |                                                |             |                               |
| |                |                                                |             |                               |
| S. Jones 29                                                                                                   | Punti          | W. Reed 32                                     |             |                               |
| B. Russell, J. Havlicek 5                                                                                     | Assist         | B. Bradley 7                                   |             |                               |
| B. Russell 21                                                                                                 | Rimbalzi       | W. Reed 11                                     |             |                               |

PRECEDENTI IN REGULAR SEASON
| Regular Season 1968-69 | N.Y. Knicks | 6 – 1 | Boston Celtics | Referto 1 - Referto 2 - Referto 3 - Referto 4, Referto 5 - Referto 6, Referto 7 |
| New York Knicks 111 Boston Celtics 131 Boston Celtics 98 New York Knicks 109 Boston Celtics 94 Boston Celtics 88 New York Knicks 115 Punti 100 Boston Celtics 117 New York Knicks 104 New York Knicks 82 Boston Celtics 95 New York Knicks 92 New York Knicks 96 Boston Celtics |             | |                |                                                                                 |
| |             | |                |                                                                                 |
| New York Knicks 111 Boston Celtics 131 Boston Celtics 98 New York Knicks 109 Boston Celtics 94 Boston Celtics 88 New York Knicks 115 | Punti       | 100 Boston Celtics 117 New York Knicks 104 New York Knicks 82 Boston Celtics 95 New York Knicks 92 New York Knicks 96 Boston Celtics |                |                                                                                 |

PRECEDENTI NEI PLAYOFF
|  | N.Y. Knicks (1951, 1952, 1953) | 3 – 3 | Boston Celtics (1954, 1955, 1967) |  |

## Western Division

### Semifinali

#### (1) Los Angeles Lakers - (3) San Francisco Warriors
RISULTATO FINALE: 4-2
| Inglewood 26 marzo 1969 Gara 1                                                                        | L.A. Lakers | 94 – 99 (22-28, 25-19, 29-25, 18-27) referto | S.F. Warriors | The Forum (10.697 spett.) |
| J. West 36 Punti J. Mullins 36 J. West 7 Assist A. Attles 9 W. Chamberlain 30 Rimbalzi N. Thurmond 27 |             |                                              |               |                           |
| |             |                                              |               |                           |
| J. West 36                                                                                            | Punti       | J. Mullins 36                                |               |                           |
| J. West 7                                                                                             | Assist      | A. Attles 9                                  |               |                           |
| W. Chamberlain 30                                                                                     | Rimbalzi    | N. Thurmond 27                               |               |                           |

| Inglewood 28 marzo 1969 Gara 2                                                                       | L.A. Lakers | 101 – 107 (30-34, 23-30, 26-22, 22-21) referto | S.F. Warriors | The Forum (15.119 spett.) |
| J. West 36 Punti R. LaRusso 29 J. West 11 Assist J. King 7 W. Chamberlain 17 Rimbalzi N. Thurmond 28 |             |                                                |               |                           |
| |             |                                                |               |                           |
| J. West 36                                                                                           | Punti       | R. LaRusso 29                                  |               |                           |
| J. West 11                                                                                           | Assist      | J. King 7                                      |               |                           |
| W. Chamberlain 17                                                                                    | Rimbalzi    | N. Thurmond 28                                 |               |                           |

| Oakland 31 marzo 1969 Gara 3                                                                             | S.F. Warriors | 98 – 115 (23-21, 22-22, 25-41, 28-31) referto | L.A. Lakers | Oakland–Alameda County Coliseum Arena (13.221 spett.) |
| N. Thurmond 22 Punti J. West 25 N. Thurmond 5 Assist J. West 9 N. Thurmond 20 Rimbalzi W. Chamberlain 28 |               |                                               |             |                                                       |
| |               |                                               |             |                                                       |
| N. Thurmond 22                                                                                           | Punti         | J. West 25                                    |             |                                                       |
| N. Thurmond 5                                                                                            | Assist        | J. West 9                                     |             |                                                       |
| N. Thurmond 20                                                                                           | Rimbalzi      | W. Chamberlain 28                             |             |                                                       |

| Daly City 2 aprile 1969 Gara 4                                                                           | S.F. Warriors | 88 – 103 (16-25, 19-32, 23-26, 30-20) referto | L.A. Lakers | Cow Palace (14.812 spett.) |
| R. Williams 16 Punti J. West 36 N. Thurmond 4 Assist J. West 5 N. Thurmond 15 Rimbalzi W. Chamberlain 14 |               |                                               |             |                            |
| |               |                                               |             |                            |
| R. Williams 16                                                                                           | Punti         | J. West 36                                    |             |                            |
| N. Thurmond 4                                                                                            | Assist        | J. West 5                                     |             |                            |
| N. Thurmond 15                                                                                           | Rimbalzi      | W. Chamberlain 14                             |             |                            |

| Inglewood 4 aprile 1969 Gara 5                                                                       | L.A. Lakers | 103 – 98 (28-26, 32-18, 24-30, 19-24) referto | S.F. Warriors | The Forum (17.309 spett.) |
| J. West 29 Punti J. Ellis 23 J. West 13 Assist N. Thurmond 6 W. Chamberlain 27 Rimbalzi B. Turner 14 |             |                                               |               |                           |
| |             |                                               |               |                           |
| J. West 29                                                                                           | Punti       | J. Ellis 23                                   |               |                           |
| J. West 13                                                                                           | Assist      | N. Thurmond 6                                 |               |                           |
| W. Chamberlain 27                                                                                    | Rimbalzi    | B. Turner 14                                  |               |                           |

| Daly City 5 aprile 1969 Gara 6                                                                         | S.F. Warriors | 78 – 118 (20-29, 18-32, 17-24, 23-33) referto | L.A. Lakers | Cow Palace (8.924 spett.) |
| J. Mullins 21 Punti J. West 29 J. Mullins 5 Assist J. West 8 N. Thurmond 14 Rimbalzi W. Chamberlain 25 |               |                                               |             |                           |
| |               |                                               |             |                           |
| J. Mullins 21                                                                                          | Punti         | J. West 29                                    |             |                           |
| J. Mullins 5                                                                                           | Assist        | J. West 8                                     |             |                           |
| N. Thurmond 14                                                                                         | Rimbalzi      | W. Chamberlain 25                             |             |                           |

PRECEDENTI IN REGULAR SEASON
| Regular Season 1968-69 | L.A. Lakers | 4 – 3 | S.F. Warriors | Referto 1 - Referto 2 - Referto 3 - Referto 4, Referto 5 - Referto 6, Referto 7 |
| San Francisco Warriors 112 Los Angeles Lakers 98 Los Angeles Lakers 133 San Francisco Warriors 101 Los Angeles Lakers 117 Los Angeles Lakers 107 San Francisco Warriors 97 Punti 119 Los Angeles Lakers 100 San Francisco Warriors 101 San Francisco Warriors 106 Los Angeles Lakers (1 t.s.) 122 San Francisco Warriors (3 t.s.) 92 San Francisco Warriors 85 Los Angeles Lakers |             | |               |                                                                                 |
| |             | |               |                                                                                 |
| San Francisco Warriors 112 Los Angeles Lakers 98 Los Angeles Lakers 133 San Francisco Warriors 101 Los Angeles Lakers 117 Los Angeles Lakers 107 San Francisco Warriors 97 | Punti       | 119 Los Angeles Lakers 100 San Francisco Warriors 101 San Francisco Warriors 106 Los Angeles Lakers (1 t.s.) 122 San Francisco Warriors (3 t.s.) 92 San Francisco Warriors 85 Los Angeles Lakers |               |                                                                                 |

PRECEDENTI NEI PLAYOFF
|  | L.A. Lakers (1968) | 1 – 1 | S.F. Warriors (1967) |  |

#### (2) Atlanta Hawks - (4) San Diego Rockets
RISULTATO FINALE: 4-2
| Atlanta 27 marzo 1969 Gara 1                                                                                   | Atlanta Hawks | 107 – 98 (18-26, 28-17, 36-26, 25-29) referto | San Diego Rockets | Alexander Memorial Coliseum (4.194 spett.) |
| L. Hudson 39 Punti E. Hayes 31 W. Hazzard , D. Ohl 3 Assist A. Williams 6 B. Bridges 22 Rimbalzi T. Kimball 15 |               |                                               |                   |                                            |
| |               |                                               |                   |                                            |
| L. Hudson 39                                                                                                   | Punti         | E. Hayes 31                                   |                   |                                            |
| W. Hazzard, D. Ohl 3                                                                                           | Assist        | A. Williams 6                                 |                   |                                            |
| B. Bridges 22                                                                                                  | Rimbalzi      | T. Kimball 15                                 |                   |                                            |

| Atlanta 29 marzo 1969 Gara 2                                                                                                | Atlanta Hawks | 116 – 114 (21-24, 30-21, 32-25, 33-44) referto | San Diego Rockets | Alexander Memorial Coliseum (6.006 spett.) |
| Z. Beaty 31 Punti R. Adelman 26 J. Caldwell 8 Assist R. Adelman 6 B. Bridges 14 Rimbalzi E. Hayes , D. Kojis , T. Kimball 9 |               |                                                |                   |                                            |
| |               |                                                |                   |                                            |
| Z. Beaty 31 | Punti         | R. Adelman 26                                  |                   |                                            |
| J. Caldwell 8 | Assist        | R. Adelman 6                                   |                   |                                            |
| B. Bridges 14 | Rimbalzi      | E. Hayes, D. Kojis, T. Kimball 9               |                   |                                            |

| San Diego 1 aprile 1969 Gara 3                                                                   | San Diego Rockets | 104 – 97 (21-30, 28-26, 27-23, 28-18) referto | Atlanta Hawks | San Diego Arena (9.340 spett.) |
| E. Hayes 26 Punti Z. Beaty 31 R. Adelman 8 Assist J. Caldwell 6 E. Hayes 19 Rimbalzi Z. Beaty 17 |                   |                                               |               |                                |
|                                                                                                  |                   |                                               |               |                                |
| E. Hayes 26                                                                                      | Punti             | Z. Beaty 31                                   |               |                                |
| R. Adelman 8                                                                                     | Assist            | J. Caldwell 6                                 |               |                                |
| E. Hayes 19                                                                                      | Rimbalzi          | Z. Beaty 17                                   |               |                                |

| San Diego 4 aprile 1969 Gara 4                                                                               | San Diego Rockets | 114 – 112 (26-32, 33-26, 23-19, 32-35) referto | Atlanta Hawks | San Diego Arena (12.237 spett.) |
| E. Hayes 30 Punti W. Hazzard 34 D. Kojis 4 Assist W. Hazzard 5 E. Hayes 20 Rimbalzi Z. Beaty , B. Bridges 11 |                   |                                                |               |                                 |
| |                   |                                                |               |                                 |
| E. Hayes 30                                                                                                  | Punti             | W. Hazzard 34                                  |               |                                 |
| D. Kojis 4                                                                                                   | Assist            | W. Hazzard 5                                   |               |                                 |
| E. Hayes 20                                                                                                  | Rimbalzi          | Z. Beaty, B. Bridges 11                        |               |                                 |

| Atlanta 6 aprile 1969 Gara 5                                                                                       | Atlanta Hawks | 112 – 101 (25-26, 28-24, 31-27, 28-24) referto | San Diego Rockets | Alexander Memorial Coliseum (4.007 spett.) |
| J. Caldwell 26 Punti E. Hayes 27 J. Caldwell , W. Hazzard 5 Assist A. Williams 8 B. Bridges 17 Rimbalzi E. Hayes 9 |               |                                                |                   |                                            |
| |               |                                                |                   |                                            |
| J. Caldwell 26 | Punti         | E. Hayes 27                                    |                   |                                            |
| J. Caldwell, W. Hazzard 5                                                                                          | Assist        | A. Williams 8                                  |                   |                                            |
| B. Bridges 17 | Rimbalzi      | E. Hayes 9                                     |                   |                                            |

| San Diego 7 aprile 1969 Gara 6 | San Diego Rockets | 106 – 108 (29-23, 33-27, 22-27, 22-31) referto | Atlanta Hawks | San Diego Arena (10.117 spett.) |
| E. Hayes , D. Kojis 26 Punti L. Hudson 27 R. Adelman , A. Williams 6 Assist J. Caldwell , W. Hazzard 4 T. Kimball 15 Rimbalzi B. Bridges 17 |                   |                                                |               |                                 |
| |                   |                                                |               |                                 |
| E. Hayes, D. Kojis 26 | Punti             | L. Hudson 27                                   |               |                                 |
| R. Adelman, A. Williams 6 | Assist            | J. Caldwell, W. Hazzard 4                      |               |                                 |
| T. Kimball 15 | Rimbalzi          | B. Bridges 17                                  |               |                                 |

PRECEDENTI IN REGULAR SEASON
| Regular Season 1968-69 | Atlanta Hawks | 3 – 4 | San Diego Rockets | Referto 1 - Referto 2 - Referto 3 - Referto 4, Referto 5 - Referto 6, Referto 7 |
| San Diego Rockets 127 Atlanta Hawks 114 San Diego Rockets 124 Atlanta Hawks 115 Atlanta Hawks 124 San Diego Rockets 115 San Diego Rockets 128 Punti 116 Atlanta Hawks 101 San Diego Rockets 113 Atlanta Hawks 103 San Diego Rockets 92 San Diego Rockets 97 Atlanta Hawks 121 Atlanta Hawks |               | |                   |                                                                                 |
| |               | |                   |                                                                                 |
| San Diego Rockets 127 Atlanta Hawks 114 San Diego Rockets 124 Atlanta Hawks 115 Atlanta Hawks 124 San Diego Rockets 115 San Diego Rockets 128 | Punti         | 116 Atlanta Hawks 101 San Diego Rockets 113 Atlanta Hawks 103 San Diego Rockets 92 San Diego Rockets 97 Atlanta Hawks 121 Atlanta Hawks |                   |                                                                                 |

PRECEDENTI NEI PLAYOFF

Si è trattata della prima sfida tra le due squadre ai playoff.

### Finale

#### (1) Los Angeles Lakers - (2) Atlanta Hawks
RISULTATO FINALE: 4-1
| Inglewood 11 aprile 1969 Gara 1                                                                                 | L.A. Lakers | 95 – 93 (25-17, 28-23, 23-29, 19-24) referto | Atlanta Hawks | The Forum (16.190 spett.) |
| J. West 25 Punti Z. Beaty 29 E. Baylor , J. Egan 6 Assist W. Hazzard 6 W. Chamberlain 29 Rimbalzi B. Bridges 20 |             |                                              |               |                           |
| |             |                                              |               |                           |
| J. West 25 | Punti       | Z. Beaty 29                                  |               |                           |
| E. Baylor, J. Egan 6                                                                                            | Assist      | W. Hazzard 6                                 |               |                           |
| W. Chamberlain 29                                                                                               | Rimbalzi    | B. Bridges 20                                |               |                           |

| Inglewood 13 aprile 1969 Gara 2                                                                                              | L.A. Lakers | 104 – 102 (27-21, 25-31, 29-30, 23-20) referto | Atlanta Hawks | The Forum (15.136 spett.) |
| W. Chamberlain 23 Punti J. Caldwell 34 J. Egan 11 Assist B. Bridges 5 W. Chamberlain 29 Rimbalzi J. Caldwell , B. Bridges 10 |             |                                                |               |                           |
| |             |                                                |               |                           |
| W. Chamberlain 23 | Punti       | J. Caldwell 34                                 |               |                           |
| J. Egan 11 | Assist      | B. Bridges 5                                   |               |                           |
| W. Chamberlain 29 | Rimbalzi    | J. Caldwell, B. Bridges 10                     |               |                           |

| Atlanta 15 aprile 1969 Gara 3                                                                                | Atlanta Hawks | 99 – 86 (18-18, 28-20, 23-23, 30-25) referto | L.A. Lakers | Alexander Memorial Coliseum, (7.140 spett.) |
| Z. Beaty 22 Punti J. Egan 19 L. Hudson 5 Assist E. Baylor , J. West 4 Z. Beaty 15 Rimbalzi W. Chamberlain 22 |               |                                              |             |                                             |
| |               |                                              |             |                                             |
| Z. Beaty 22                                                                                                  | Punti         | J. Egan 19                                   |             |                                             |
| L. Hudson 5                                                                                                  | Assist        | E. Baylor, J. West 4                         |             |                                             |
| Z. Beaty 15                                                                                                  | Rimbalzi      | W. Chamberlain 22                            |             |                                             |

| Atlanta 17 aprile 1969 Gara 4                                                                             | Atlanta Hawks | 85 – 100 (15-20, 28-21, 20-26, 22-33) referto | L.A. Lakers | Alexander Memorial Coliseum, (7.140 spett.) |
| L. Hudson 35 Punti W. Chamberlain 25 B. Bridges 5 Assist J. West 5 Z. Beaty 20 Rimbalzi W. Chamberlain 19 |               |                                               |             |                                             |
| |               |                                               |             |                                             |
| L. Hudson 35                                                                                              | Punti         | W. Chamberlain 25                             |             |                                             |
| B. Bridges 5                                                                                              | Assist        | J. West 5                                     |             |                                             |
| Z. Beaty 20                                                                                               | Rimbalzi      | W. Chamberlain 19                             |             |                                             |

| Inglewood 20 aprile 1969 Gara 5                                                                         | L.A. Lakers | 104 – 96 (22-16, 32-26, 22-29, 23-25) referto | Atlanta Hawks | The Forum (16.273 spett.) |
| E. Baylor 29 Punti Z. Beaty 30 E. Baylor 12 Assist L. Hudson 7 W. Chamberlain 29 Rimbalzi B. Bridges 22 |             |                                               |               |                           |
| |             |                                               |               |                           |
| E. Baylor 29                                                                                            | Punti       | Z. Beaty 30                                   |               |                           |
| E. Baylor 12                                                                                            | Assist      | L. Hudson 7                                   |               |                           |
| W. Chamberlain 29                                                                                       | Rimbalzi    | B. Bridges 22                                 |               |                           |

PRECEDENTI IN REGULAR SEASON
| Regular Season 1968-69 | L.A. Lakers | 4 – 3 | Atlanta Hawks | Referto 1 - Referto 2 - Referto 3 - Referto 4, Referto 5 - Referto 6, Referto 7 |
| Los Angeles Lakers 125 Atlanta Hawks 94 Los Angeles Lakers 103 Atlanta Hawks 111 Atlanta Hawks 104 Atlanta Hawks 110 Los Angeles Lakers 116 Punti 124 Atlanta Hawks 99 Los Angeles Lakers 105 Atlanta Hawks 121 Los Angeles Lakers 100 Los Angeles Lakers 106 Los Angeles Lakers 103 Atlanta Hawks |             | |               |                                                                                 |
| |             | |               |                                                                                 |
| Los Angeles Lakers 125 Atlanta Hawks 94 Los Angeles Lakers 103 Atlanta Hawks 111 Atlanta Hawks 104 Atlanta Hawks 110 Los Angeles Lakers 116 | Punti       | 124 Atlanta Hawks 99 Los Angeles Lakers 105 Atlanta Hawks 121 Los Angeles Lakers 100 Los Angeles Lakers 106 Los Angeles Lakers 103 Atlanta Hawks |               |                                                                                 |

PRECEDENTI NEI PLAYOFF
|  | L.A. Lakers (1959, 1963, 1966) | 3 – 5 | Atlanta Hawks (1956, 1957, 1960, 1961, 1964) |  |

## NBA Finals 1969

### Los Angeles Lakers - Boston Celtics
RISULTATO FINALE
|  | L.A. Lakers | 3 – 4 | Boston Celtics |  |

PRECEDENTI IN REGULAR SEASON
| Regular Season 1968-69 | L.A. Lakers | 4 – 2 | Boston Celtics | Referto 1 - Referto 2 - Referto 3 - Referto 4, Referto 5 - Referto 6 |
| Los Angeles Lakers 116 Boston Celtics 92 Boston Celtics 88 Los Angeles Lakers 102 (1 t.s.) Los Angeles Lakers 105 Boston Celtics 73 Punti 106 Boston Celtics 93 Los Angeles Lakers 82 Los Angeles Lakers 124 Boston Celtics 99 Boston Celtics 108 Los Angeles Lakers |             | |                |                                                                      |
| |             | |                |                                                                      |
| Los Angeles Lakers 116 Boston Celtics 92 Boston Celtics 88 Los Angeles Lakers 102 (1 t.s.) Los Angeles Lakers 105 Boston Celtics 73 | Punti       | 106 Boston Celtics 93 Los Angeles Lakers 82 Los Angeles Lakers 124 Boston Celtics 99 Boston Celtics 108 Los Angeles Lakers |                |                                                                      |

PRECEDENTI NEI PLAYOFF
|  | L.A. Lakers | 0 – 6 | Boston Celtics (1959, 1962, 1963, 1965, 1966, 1968) |  |

#### Roster
| \| Pos. \| Num. \| Naz. \| Nome \| Altezza \| Peso \| Data nascita \| Provenienza \| \| ---- \| ---- \| ---- \| ----------------- \| ------- \| ------ \| ------------ \| ------------------- \| \| G/AP \| 40 \| \| Anderson, Cliff \| 188 cm \| 91 kg \| 07-09-1944 \| Saint Joseph's \| \| A \| 22 \| \| Baylor, Elgin \| 196 cm \| 102 kg \| 16-09-1934 \| Seattle \| \| A \| 52 \| \| Carty, Jay \| 203 cm \| 100 kg \| 04-07-1941 \| Oregon State \| \| C \| 13 \| \| Chamberlain, Wilt \| 216 cm \| 125 kg \| 21-08-1936 \| Kansas \| \| A/C \| 31 \| \| Counts, Mel \| 213 cm \| 104 kg \| 16-10-1941 \| Oregon State \| \| G/AP \| 12 \| \| Crawford, Freddie \| 193 cm \| 86 kg \| 23-12-1941 \| St. Bonaventure \| \| G \| 21 \| \| Egan, Johnny \| 180 cm \| 82 kg \| 31-01-1939 \| Providence \| \| G/AP \| 24 \| \| Erickson, Keith \| 196 cm \| 88 kg \| 19-04-1944 \| UCLA \| \| A \| 33 \| \| Hawkins, Tom \| 196 cm \| 95 kg \| 22-12-1936 \| Notre Dame \| \| A \| 30 \| \| Hewitt, Bill \| 201 cm \| 95 kg \| 08-08-1944 \| Southern California \| \| G/AP \| 44 \| \| West, Jerry \| 188 cm \| 79 kg \| 28-05-1938 \| West Virginia \| | Allenatore - Butch van Breda Kolff Legenda - (C) Capitano - (FA) Free agent - (S) Sospeso - (TW) Contratto Two-way - (GL) Assegnato a squadra G League affiliata - Infortunato Roster • Transazioni · Ultima transazione: 5 maggio 1969 |                        |                   |         |        |              |                     |
| Pos. | Num. | Naz.                   | Nome              | Altezza | Peso   | Data nascita | Provenienza         |
| G/AP | 40 | Stati Uniti (bandiera) | Anderson, Cliff   | 188 cm  | 91 kg  | 07-09-1944   | Saint Joseph's      |
| A | 22 | Stati Uniti (bandiera) | Baylor, Elgin     | 196 cm  | 102 kg | 16-09-1934   | Seattle             |
| A | 52 | Stati Uniti (bandiera) | Carty, Jay        | 203 cm  | 100 kg | 04-07-1941   | Oregon State        |
| C | 13 | Stati Uniti (bandiera) | Chamberlain, Wilt | 216 cm  | 125 kg | 21-08-1936   | Kansas              |
| A/C | 31 | Stati Uniti (bandiera) | Counts, Mel       | 213 cm  | 104 kg | 16-10-1941   | Oregon State        |
| G/AP | 12 | Stati Uniti (bandiera) | Crawford, Freddie | 193 cm  | 86 kg  | 23-12-1941   | St. Bonaventure     |
| G | 21 | Stati Uniti (bandiera) | Egan, Johnny      | 180 cm  | 82 kg  | 31-01-1939   | Providence          |
| G/AP | 24 | Stati Uniti (bandiera) | Erickson, Keith   | 196 cm  | 88 kg  | 19-04-1944   | UCLA                |
| A | 33 | Stati Uniti (bandiera) | Hawkins, Tom      | 196 cm  | 95 kg  | 22-12-1936   | Notre Dame          |
| A | 30 | Stati Uniti (bandiera) | Hewitt, Bill      | 201 cm  | 95 kg  | 08-08-1944   | Southern California |
| G/AP | 44 | Stati Uniti (bandiera) | West, Jerry       | 188 cm  | 79 kg  | 28-05-1938   | West Virginia       |

| \| Pos. \| Num. \| Naz. \| Nome \| Altezza \| Peso \| Data nascita \| Provenienza \| \| ---- \| ---- \| ---- \| ---------------- \| ------- \| ------ \| ------------ \| ---------------------- \| \| A/C \| 28 \| \| Barnes, Jim \| 203 cm \| 95 kg \| 13-04-1941 \| Texas–El Paso \| \| G \| 7 \| \| Bryant, Emmette \| 185 cm \| 79 kg \| 04-11-1938 \| DePaul \| \| G \| 12 \| \| Chaney, Don \| 196 cm \| 95 kg \| 22-03-1946 \| Houston \| \| G \| 11 \| \| Graham, Mal \| 185 cm \| 84 kg \| 23-02-1945 \| New York \| \| G/AP \| 17 \| \| Havlicek, John \| 196 cm \| 92 kg \| 08-04-1940 \| Ohio State \| \| A \| 18 \| \| Howell, Bailey \| 201 cm \| 95 kg \| 20-01-1937 \| Mississippi State \| \| C \| 26 \| \| Johnson, Rich \| 201 cm \| 95 kg \| 18-12-1946 \| Grambling State \| \| G/AP \| 24 \| \| Jones, Sam \| 193 cm \| 90 kg \| 24-06-1933 \| North Carolina Central \| \| A \| 19 \| \| Nelson, Don \| 198 cm \| 95 kg \| 15-05-1940 \| Iowa \| \| A/C \| 29 \| \| Olsen, Bud \| 203 cm \| 100 kg \| 25-07-1940 \| Louisville Cardinals \| \| C \| 6 \| \| Russell, Bill \| 206 cm \| 98 kg \| 12-02-1934 \| San Francisco \| \| A \| 16 \| \| Sanders, Satch \| 198 cm \| 95 kg \| 08-11-1938 \| New York \| \| A \| 20 \| \| Siegfried, Larry \| 191 cm \| 86 kg \| 22-05-1939 \| Ohio State \| | Allenatore - Bill Russell Assistente/i - Joe DeLauri Legenda - (C) Capitano - (FA) Free agent - (S) Sospeso - (TW) Contratto Two-way - (GL) Assegnato a squadra G League affiliata - Infortunato Roster • Transazioni · Ultima transazione: 6 aprile 1969 |                        |                  |         |        |              |                        |
| Pos. | Num. | Naz.                   | Nome             | Altezza | Peso   | Data nascita | Provenienza            |
| A/C | 28 | Stati Uniti (bandiera) | Barnes, Jim      | 203 cm  | 95 kg  | 13-04-1941   | Texas–El Paso          |
| G | 7 | Stati Uniti (bandiera) | Bryant, Emmette  | 185 cm  | 79 kg  | 04-11-1938   | DePaul                 |
| G | 12 | Stati Uniti (bandiera) | Chaney, Don      | 196 cm  | 95 kg  | 22-03-1946   | Houston                |
| G | 11 | Stati Uniti (bandiera) | Graham, Mal      | 185 cm  | 84 kg  | 23-02-1945   | New York               |
| G/AP | 17 | Stati Uniti (bandiera) | Havlicek, John   | 196 cm  | 92 kg  | 08-04-1940   | Ohio State             |
| A | 18 | Stati Uniti (bandiera) | Howell, Bailey   | 201 cm  | 95 kg  | 20-01-1937   | Mississippi State      |
| C | 26 | Stati Uniti (bandiera) | Johnson, Rich    | 201 cm  | 95 kg  | 18-12-1946   | Grambling State        |
| G/AP | 24 | Stati Uniti (bandiera) | Jones, Sam       | 193 cm  | 90 kg  | 24-06-1933   | North Carolina Central |
| A | 19 | Stati Uniti (bandiera) | Nelson, Don      | 198 cm  | 95 kg  | 15-05-1940   | Iowa                   |
| A/C | 29 | Stati Uniti (bandiera) | Olsen, Bud       | 203 cm  | 100 kg | 25-07-1940   | Louisville Cardinals   |
| C | 6 | Stati Uniti (bandiera) | Russell, Bill    | 206 cm  | 98 kg  | 12-02-1934   | San Francisco          |
| A | 16 | Stati Uniti (bandiera) | Sanders, Satch   | 198 cm  | 95 kg  | 08-11-1938   | New York               |
| A | 20 | Stati Uniti (bandiera) | Siegfried, Larry | 191 cm  | 86 kg  | 22-05-1939   | Ohio State             |

#### Risultati
| Arbitri: | Norm Drucker Earl Strom |

|                                                                              |            |                                                                     |
| J. West 53                                                                   | Punti      | J. Havlicek 37                                                      |
| J. West 10                                                                   | Assist     | S. Jones 6                                                          |
| W. Chamberlain 23                                                            | Rimbalzi   | B. Russell 27                                                       |
| Baylor, Chamberlain, Counts, Crawford, Egan, Erickson, Hawkins, Hewitt, West | Formazioni | Bryant, Chaney, Havlicek, Howell, Jones, Nelson, Russell, Siegfried |

| Arbitri: | Mendy Rudolph John Vanak |

|                                                                    |            |                                                                              |
| J. West 41                                                         | Punti      | J. Havlicek 43                                                               |
| J. West, J. Egan 8                                                 | Assist     | B. Russell 13                                                                |
| W. Chamberlain 19                                                  | Rimbalzi   | B. Russell 21                                                                |
| Baylor, Chamberlain, Counts, Egan, Erickson, Hawkins, Hewitt, West | Formazioni | Bryant, Chaney, Havlicek, Howell, Jones, Nelson, Russell, Sanders, Siegfried |

| Arbitri: | Earl Strom Norm Drucker |

|                                                                      |            |                                                                    |
| J. Havlicek 34                                                       | Punti      | J. West 24                                                         |
| J. Havlicek 7                                                        | Assist     | J. West 6                                                          |
| B. Russell 18                                                        | Rimbalzi   | W. Chamberlain 26                                                  |
| Bryant, Havlicek, Howell, Jones, Nelson, Russell, Sanders, Siegfried | Formazioni | Baylor, Chamberlain, Counts, Egan, Erickson, Hawkins, Hewitt, West |

| Arbitri: | Mendy Rudolph Joe Gushue |

|                                                                      |            |                                                                    |
| J. Havlicek 21                                                       | Punti      | J. West 40                                                         |
| E. Bryant, J. Havlicek, B. Russell, B. Howell, L. Siegfried 2        | Assist     | J. West, E. Baylor 4                                               |
| B. Russell 29                                                        | Rimbalzi   | W. Chamberlain 31                                                  |
| Bryant, Havlicek, Howell, Jones, Nelson, Russell, Sanders, Siegfried | Formazioni | Baylor, Chamberlain, Counts, Egan, Erickson, Hawkins, Hewitt, West |

| Arbitri: | Norm Drucker Joe Gushue |

|                                                            |            |                                                                      |
| J. West 39                                                 | Punti      | S. Jones 25                                                          |
| J. West 9                                                  | Assist     | J. West, E. Baylor 5                                                 |
| W. Chamberlain 31                                          | Rimbalzi   | J. Havlicek 14                                                       |
| Baylor, Chamberlain, Counts, Egan, Erickson, Hawkins, West | Formazioni | Bryant, Havlicek, Howell, Jones, Nelson, Russell, Sanders, Siegfried |

| Arbitri: | Mendy Rudolph Earl Strom |

|                                                                      |            |                                                            |
| D. Nelson 25                                                         | Punti      | J. West, E. Baylor 26                                      |
| E. Bryant 5                                                          | Assist     | W. Chamberlain 4                                           |
| B. Russell 19                                                        | Rimbalzi   | W. Chamberlain 18                                          |
| Bryant, Havlicek, Howell, Jones, Nelson, Russell, Sanders, Siegfried | Formazioni | Baylor, Chamberlain, Counts, Egan, Erickson, Hawkins, West |

| Arbitri: | Mendy Rudolph Earl Strom |

|                                                            |            |                                                             |
| J. West 42                                                 | Punti      | J. Havlicek 26                                              |
| J. West 12                                                 | Assist     | B. Russell 6                                                |
| W. Chamberlain 27                                          | Rimbalzi   | B. Russell 21                                               |
| Baylor, Chamberlain, Counts, Egan, Erickson, Hawkins, West | Formazioni | Bryant, Havlicek, Howell, Jones, Nelson, Russell, Siegfried |

| Campione NBA 1969         |
| ------------------------- |
| Boston Celtics 11º titolo |

#### Hall of famer
| NBA Finals           | Atleta        | Squadra        | Anno      |                      |
| -------------------- | ------------- | -------------- | --------- | -------------------- |
| Giocatore            | Elgin Baylor  | L.A. Lakers    | 1977      | Giocatore            |
| Giocatore            | Gail Goodrich | L.A. Lakers    | 1996      | Giocatore            |
| Giocatore            | Jerry West    | L.A. Lakers    | 1980      | Giocatore            |
| Giocatore            | Wayne Embry   | Boston Celtics | 1999      | Contributore         |
| Giocatore            | John Havlicek | Boston Celtics | 1984      | Giocatore            |
| Giocatore            | Bailey Howell | Boston Celtics | 1997      | Giocatore            |
| Giocatore            | Sam Jones     | Boston Celtics | 1984      | Giocatore            |
| Giocatore            | Don Nelson    | Boston Celtics | 2012      | Allenatore           |
| Giocatore            | Satch Sanders | Boston Celtics | 2011      | Contributore         |
| Giocatore Allenatore | Bill Russell  | Boston Celtics | 1975 2021 | Giocatore Allenatore |

#### MVP delle Finali
- #44 Jerry West, Los Angeles Lakers.

## Squadra vincitrice

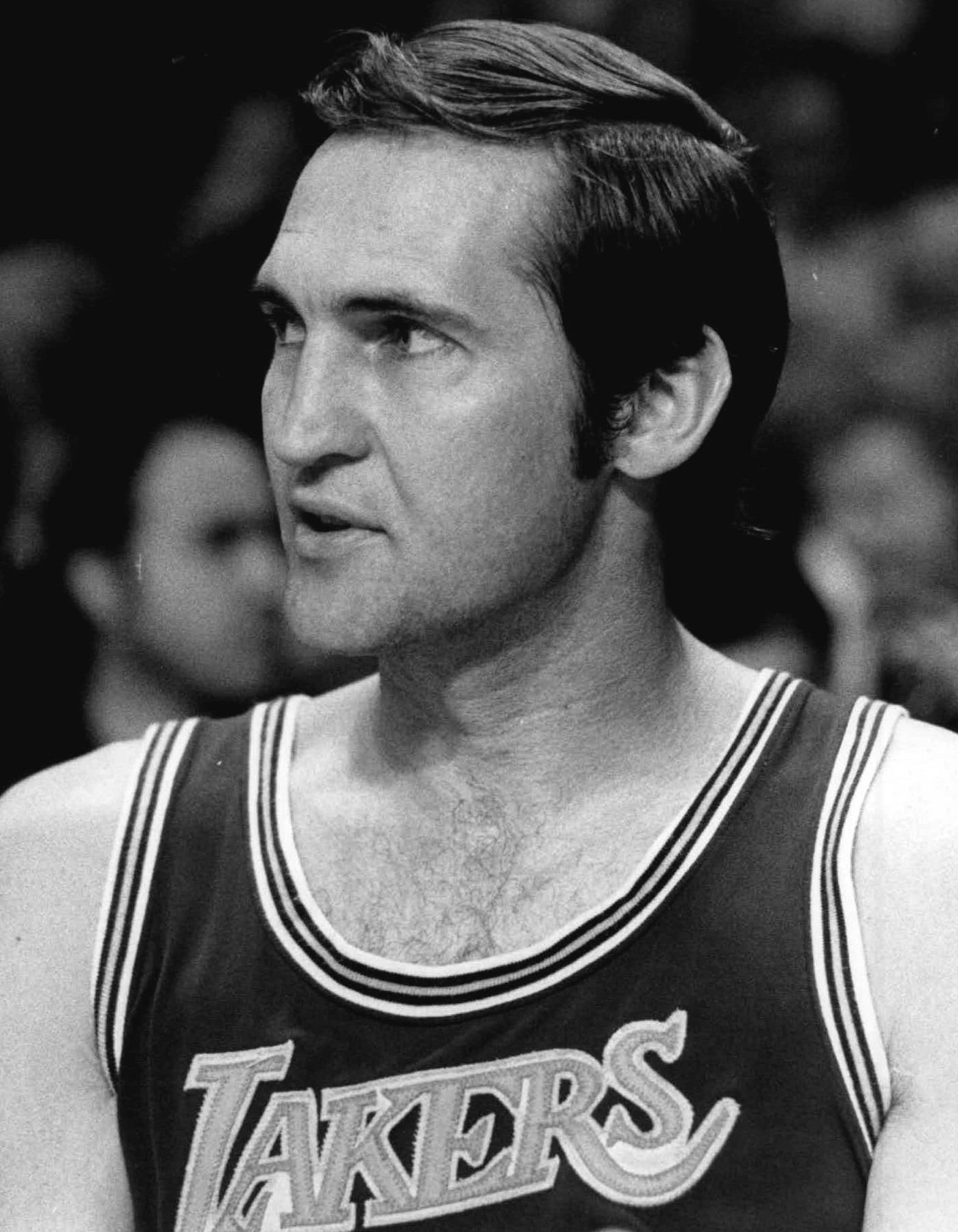
1. 44 Jerry West, Los Angeles Lakers, MVP della squadra sconfitta in finale

| N° | Naz.                   | Ruolo | Sportivo        |  | Alt. |  |
| -- | ---------------------- | ----- | --------------- |  | ---- |  |
| 6  | Stati Uniti (bandiera) | C     | Bill Russell    |  | 208  |  |
| 7  | Stati Uniti (bandiera) | P     | Em Bryant       |  | 185  |  |
| 11 | Stati Uniti (bandiera) | P     | Mal Graham      |  | 183  |  |
| 12 | Stati Uniti (bandiera) | G     | Don Chaney      |  | 196  |  |
| 16 | Stati Uniti (bandiera) | AP    | Satch Sanders   |  | 198  |  |
| 17 | Stati Uniti (bandiera) | AP    | John Havlicek   |  | 196  |  |
| 18 | Stati Uniti (bandiera) | AG    | Bailey Howell   |  | 201  |  |
| 19 | Stati Uniti (bandiera) | AP    | Don Nelson      |  | 198  |  |
| 20 | Stati Uniti (bandiera) | G     | Larry Siegfried |  | 189  |  |
| 24 | Stati Uniti (bandiera) | G     | Sam Jones       |  | 193  |  |
| 26 | Stati Uniti (bandiera) | C     | Rich Johnson    |  | 204  |  |
| 28 | Stati Uniti (bandiera) | AG    | Jim Barnes      |  | 204  |  |
|    | Stati Uniti (bandiera) | All.  | Bill Russell    |  |      |  |

## Statistiche
Aggiornate al 23 agosto 2021.
| Categoria | Singola prestazione | Singola prestazione | Singola prestazione | Media            | Media       | Media | Media |
| Categoria | Giocatore           | Squadra             | Max                 | Giocatore        | Squadra     | Media | PG    |
| --------- | ------------------- | ------------------- | ------------------- | ---------------- | ----------- | ----- | ----- |
| Punti     | Jerry West          | L.A. Lakers         | 53                  | Jerry West       | L.A. Lakers | 30,9  | 18    |
| Rimbalzi  | Wilt Chamberlain    | L.A. Lakers         | 31                  | Wilt Chamberlain | L.A. Lakers | 24,7  | 18    |
| Assist    | Walt Frazier        | N.Y. Knicks         | 17                  | Walt Frazier     | N.Y. Knicks | 9,1   | 10    |